# Nederlands Ereveld Düsseldorf

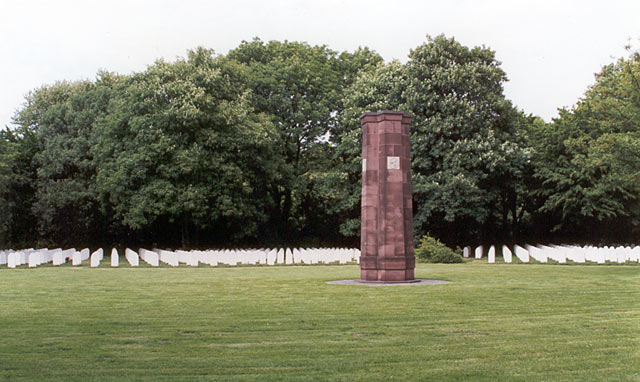
Nederlands ereveld

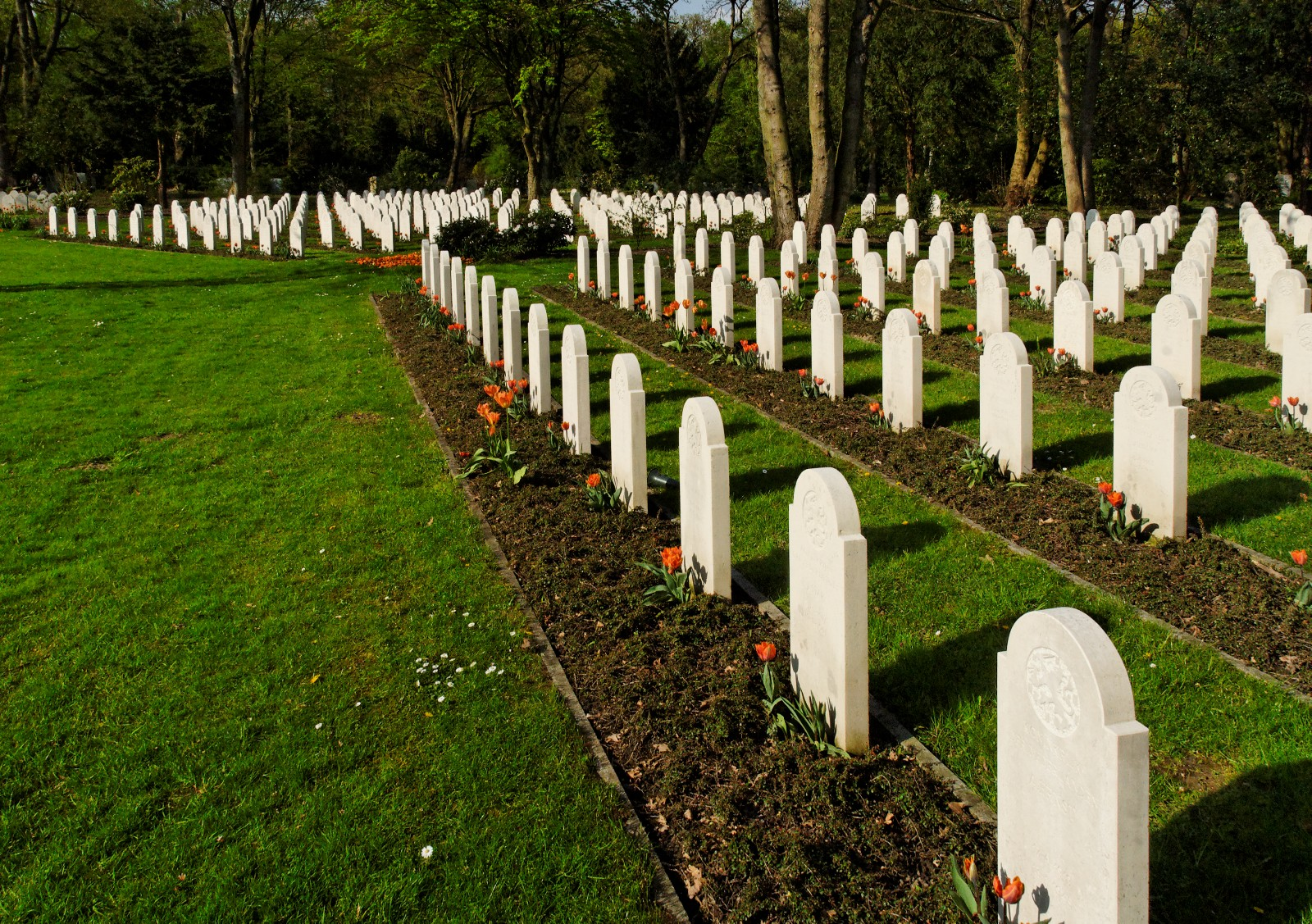
Nederlands ereveld

Het Nederlands Ereveld Düsseldorf is een ereveld in de Duitse deelstaat Noordrijn-Westfalen.

## Begraafplaats
Het Nederlandse ereveld maakt deel uit van de begraafplaats Stoffeler, die 42 ha groot is.
Het ereveld telt 1.230 graven van Nederlanders die omkwamen in de Duitse deelstaat Nordrhein-Westfalen. Op het ereveld zijn ook twee gedenkstenen aanwezig met daarop 485 namen van Nederlandse oorlogsslachtoffers.

## Monument
Centraal op het ereveld bevindt zich een herdenkingszuil met daarop de namen van de concentratiekampen Auschwitz, Buchenwald, Sobibór, Stutthof, Treblinka en Warschau om de mensen te eren die daar zijn omgekomen en waarvan geen grafplaats aanwijsbaar is.

## Vandalisme
Bij het ereveld is ook een paviljoen met een koperen dak. Begin maart 2013 is een deel van het koper door vandalen verwijderd.
Op de gewone begraafplaats zijn graven geschonden. Het koper zal door leisteen worden vervangen. De gemeente Düsseldorf zal voor de kosten opdraaien.